# Louise-Charlotte de Danemark
Louise-Charlotte de Danemark (en danois : Luise Charlotte af Danmark), princesse de Danemark et, par son mariage, princesse de Hesse-Cassel, est née le 30 octobre 1789 à Amalienborg, au Danemark, et décédée à Christiansborg le 28 mars 1864.
La princesse Louise-Charlotte est une figure marquante au Danemark à l'époque. Elle est l'une des principales dames du pays et lorsque son frère Christian VIII devient roi en 1839, elle est proche du trône. En plus, elle joue un rôle important lors de la crise de succession au Danemark au milieu du XIXe siècle : tante et héritière du roi Frédéric VII, elle transmet ses droits dynastiques à son gendre, qui devient Christian IX en 1863.

## Famille
La princesse Louise-Charlotte est la fille du prince héréditaire Frédéric de Danemark (1753-1805) (1753-1805) et de son épouse la princesse Sophie-Frédérique de Mecklembourg-Schwerin (1758-1794).
Le 10 novembre 1810, elle épouse, à Amalienborg, le prince Guillaume de Hesse-Cassel-Rumpenheim (1787-1867), fils aîné du prince Frédéric de Hesse-Cassel-Rumpenheim (1747-1837) et de son épouse la princesse Caroline de Nassau-Usingen (1762-1823).
De ce mariage naissent 6 enfants :
- Caroline de Hesse-Cassel (1811-1829), princesse de Hesse-Cassel ;
- Marie-Louise-Charlotte de Hesse-Cassel (1814-1895), princesse de Hesse-Cassel, qui épouse le prince Frédéric-Auguste d'Anhalt-Dessau ;
- Louise de Hesse-Cassel (1817-1898), princesse de Hesse-Cassel, qui épouse Christian de Schleswig-Holstein-Sonderbourg-Glucksbourg (1818-1906), prince héritier de Danemark en juin 1863 puis roi de Danemark en novembre 1863 sous le nom de Christian IX à la suite du décès sans postérité de Frédéric VII
- Frédéric de Hesse-Cassel (1820-1884), landgrave de Hesse-Cassel, qui épouse d'abord la grande-duchesse Alexandra Nikolaïevna de Russie avant de se remarier à la princesse Anne de Prusse (1836-1918) ;
- Auguste de Hesse-Cassel (1823-1899), princesse de Hesse-Cassel, qui épouse le baron Carl Frederik von Blixen-Finecke ;
- Sophie de Hesse-Cassel (1827-1827), princesse de Hesse-Cassel.

## Biographie

### Naissance et famille

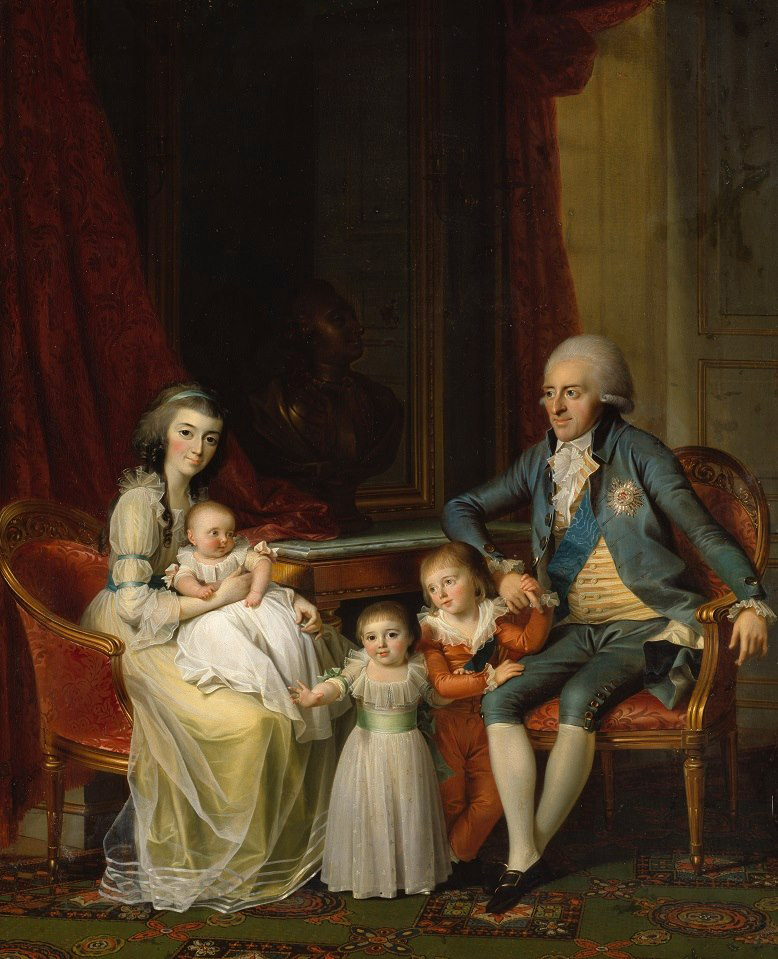
Le prince héritier Frédéric et la princesse héritière Sophie-Frédérique avec leurs trois aînés. La princesse Charlotte est assise sur les genoux de sa mère. Portrait par Jens Juel, 1790.

La princesse Louise-Charlotte de Danemark voit le jour le 30 octobre 1789 au palais de Christiansborg, résidence principale de la monarchie danoise sur l'île de Slotsholmen au centre de Copenhague. Elle est la fille du prince héréditaire Frédéric de Danemark (1753-1805) et de son épouse la princesse Sophie-Frédérique de Mecklembourg-Schwerin. Son père était un fils cadet du roi Frédéric V, tandis que sa mère était la fille du duc Louis de Mecklembourg-Schwerin. À sa naissance, elle avait un frère et une sœur, le prince Christian Frederik (qui devint roi de Norvège en 1814 et roi de Danemark sous le nom de Christian VIII à partir de 1839) et la princesse Julienne-Sophie. Elle a ensuite un frère cadet, le prince Frédéric-Ferdinand.
À la naissance de la princesse Louise-Charlotte, son oncle Christian VII était le roi de Danemark et de Norvège.  Cependant, en raison de la maladie mentale du roi, le régent des pays était son cousin, le prince héritier Frédéric (le futur roi Frédéric VI). La famille de Louise Charlotte avait à l'epoque une relation tendue avec le prince héritier Frédéric et sa famille en raison des luttes de pouvoir autour du roi, mais peu à peu la relation entre les deux branches de la famille royale s'est normalisée.

### Enfance et jeunesse

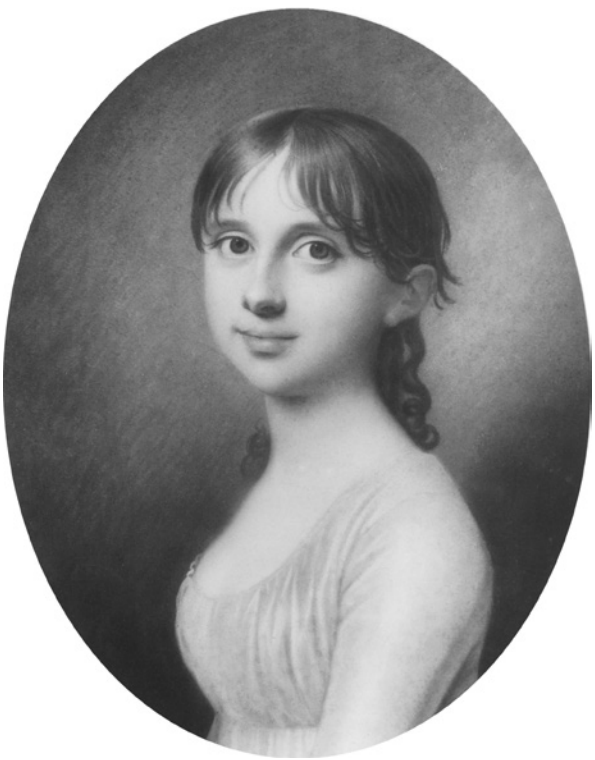
La princesse Charlotte. Portrait par Jens Juel, 1802.

La princesse Louise-Charlotte passe ses premières années au vaste et magnifique palais baroque de Christiansborg. Comme résidence d'été, la famille bénéficie du palais de Sorgenfri située sur les rives du petit fleuve Mølleåen à Kongens Lyngby au nord de Copenhague.
L'année 1794 sera une année mouvementée pour la jeune princesse et sa famille. En février 1794, un incendie détruit le palais de Christiansborg, et la famille est obligée à déménager au palais Levetzau, un hôtel particulier rococo qui fait partie du complexe palatiale d'Amalienborg dans le quartier de Frederiksstaden au centre de Copenhague. Et en novembre de la même année, alors que Louise-Charlotte a cinq ans, sa mère, en mauvaise santé, décède à l'âge de 36 ans seulement.
Louise-Charlotte est confirmée le 22 mai 1803 dans la chapelle du palais de Frederiksberg avec son frère le prince Christian Frederik et sa sœur la princesse Juliane Sophie.

### Mariage
Le 10 novembre 1810, elle épouse, à Amalienborg, le prince Guillaume de Hesse-Cassel-Rumpenheim, fils aîné du prince Frédéric de Hesse-Cassel-Rumpenheim et de son épouse la princesse Caroline de Nassau-Usingen. Le prince Guillaume appartenait à une branche cadette de la maison princière allemande Hesse-Cassel, qui était étroitement liée à la famille royale danoise à travers plusieurs alliances matrimoniales et avait fait une carrière militaire au Danemark. Charlotte et Guillaume ont vécu la plupart de leur vie à Copenhague et au Danemark. À un moment donné, il était le gouverneur militaire de Copenhague.
En 1826, le roi Frédéric VI achète un hôtel particulier à Sankt Annæ Plads dans le quartier de Frederiksstaden au centre de Copenhague, qu'il mit à la disposition du prince Guillaume. La famille y habite jusqu'en 1839, date à laquelle elle s'installe au palais Brockdorff au palais d’Amalienborg. Comme résidence d'été, la famille reçoit le palais de Charlottenlund, situé sur les rives du détroit d'Øresund à 10 kilomètres au nord de la ville.

### Dernières années

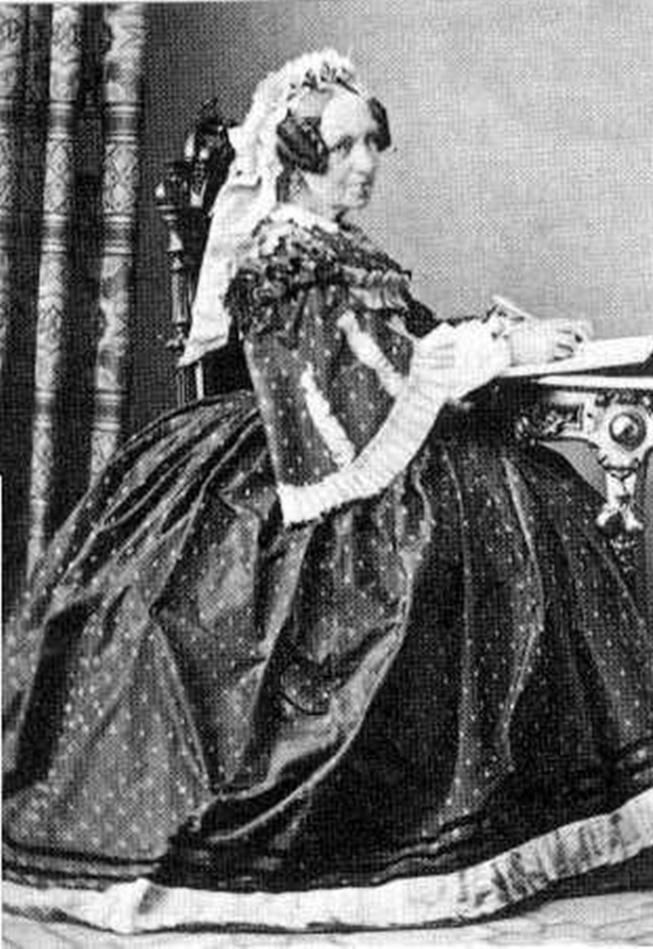
La princesse Louise-Charlotte.

La princesse Louise-Charlotte est une figure marquante au Danemark à l'époque, qui est l'une des principales dames du pays. Elle est décrite comme sage, pratique et frugale et a géré les finances de sa petite cour avec une main dure.
La princesse Louise-Charlotte meurt le 28 mars 1864 au palais d’Amalienborg à Copenhague, à l'âge de 74 ans. Elle est inhumée dans la chapelle Frédéric V de la cathédrale de Roskilde, la nécropole traditionnelle des rois de Danemark.